# Полянки (Ульяновська область)
Полянки (рос. Полянки) — село в Сурському районі Ульяновської області Російської Федерації.
Населення становить 175 осіб. Входить до складу муніципального утворення Сурське міське поселення.

## Історія
Від 2004 року входить до складу муніципального утворення Сурське міське поселення.

## Населення
| 2010 |
| ---- |
| 175  |